# Jenny Brunzell
Jenny Maria Brunzell, född 27 april 1988, är en svensk montéryttare, travkusk och tidigare travtränare.

## Karriär
Brunzell, som är en av Sveriges absolut bästa inom montésporten, vann guld i Ryttar-SM 2014 med Magnus Jakobssons häst Almar. Hon var 2015 Sveriges segerrikaste montéryttare med bland annat silver i Monté-SM med Jan Hellstedts Figaro Sånna, men tvingades till en paus under en period av anklagelser om djurplågeri, alternativt brott mot djurskyddslagen. Hon kör även sulkylopp sporadiskt.

### Anklagelser om djuplågeri
Jenny Brunzell anmäldes på nyårsafton 2015 av Åbys banveterinär Anders Bergqvist till Länsstyrelsen, anklagad av Bergqvist för att ha drivit sin häst Sugarboy Petoj alltför hårt under ett montélopp på Åbytravet den 31 december 2015. Brunzell stängdes av i två veckor och tvingades böta, och i mars 2017 åtalades hon för djurplågeri och brott mot djurskyddslagen men frikändes i maj 2017 tingsrätten i Göteborg. Målet togs åter upp i Västra Sveriges Hovrätt, och Jenny Brunzell frikändes återigen i december 2017 av hovrätten.
Trots rättegångarna vann hon 13 segrar i monté under 2017. Efter fyra uppsittningar och en seger under 2018 lämnade Jenny Brunzell Stockholm och Solvalla för att flytta till Gränna, varvid hon bytte sin amatörlicens till proffslicens hos travtränaren Jan Hellstedt med Vaggerydstravet som hemmabana.